# Vakság (regény)
A Vakság Robin Cook 1992-ben megjelent orvosi regénye.

## Cselekmény
|  | Alább a cselekmény részletei következnek! |

Laurie Montgomery ötödik hónapja dolgozik segédkórboncnokként a New York-i városi Igazságügyi Kórbonctani Intézetben. Úgy érzi, hogy egyre jobban belejön a munkájába, és kezdi megkedvelni az intézetet.
Az egyik nap azonban egy férfit hoznak be, aki drogtúladagolásban halt meg. A lány nyomozni kezd, és kiderül, a fiatalember sikeres volt, jól kereső állással rendelkezett, és barátai sem tudtak arról, hogy drogozott volna. Laurie-nak feltűnik az is, hogy a fiatal a vénájába injekciózta a kokaint, miközben ezt a fajta drogot inkább felszippantják. Erről az esetről feltörnek emlékképei bátyjáról, aki még gyermekkorában lőtte túl magát az akkor divatos heroin-kokain kombinációval, s melyet ő megakadályozhatott volna, de nem szólt a szüleinek az üres fecskendők láttán.
A proszektúrára új nyomozó érkezik, Lou Soldano, aki igazi Columbo-stílusú rendőr, szétszórt, indulatos, teszetosza, de profi nyomozó. Megpróbálja vacsorára hívni a nőt, de az már elígérkezett Jordan Scheffieldnek, egy gazdag, nagyképű szemorvosnak.
Közben egyre érkeznek a boncolásra a fiatal, sikeres, túladagolt hullák, és Laurie nyomozni kezd. A főnöke többször lehordja, mivel a befolyásos rokonok egyik esetben sem szeretnék, ha kiderülne családtagjukról, hogy a drog miatt haltak meg.
A maffia eközben egymásnak esik, és az indulatok robbanásig feszülnek. Az egyik keresztapa, Cerrino emberei, Tony Ruggeiro és Angelo Facciolo járják a várost, és a főnökük ellen végrehajtott merénylet részvevőit bosszulják meg. Emellett sok gazdag embert is megölnek, akiknek látszólag semmi közük a maffiához.
Laurie a fiatal áldozatok halálának körülményeit, Lou pedig a maffiagyilkosságokat kutatja, miközben a nyomozó eljut Jordanig; mindegyik gazdag áldozat a szemorvos betege volt.
Eközben a másik keresztapa, Vinnie Dominick, és érdekköre zúgolódik, sehogy sem tetszik nekik, hogy Cerrinóék sorra végzik ki az embereket; a média és a rendőrség nyomozása miatt számos üzletüket fel kellett függeszteniük.
Scheffield megoperálja Cerrino szemét, akinek a merényletkor savat öntöttek az arcába, és közben rájön, hogy mik voltak az előzményei a gyilkosságoknak. Mivel ő is érintett, ezért inkább nem mondja el senkinek.
Lou és Laurie is egymástól függetlenül rájönnek a gyilkosságok indítékaira: mindkét gyilkosság-szálat Cerrino irányította. Egyrészt a gazdag betegeket megöletve előrébb került a műtétre várók sorában, másrészt a droggal megölt áldozatok szemeit donorként fel lehetett használni, közte a saját szeméhez is.
Angelo és Tony elkapja Laurie-t és a nyomozót, mire Dominick és emberei közbelépnek, és lefegyverezik Cerrino-ékat. Visszaadják a nyomozó fegyverét, aki erősítést hív, így Dominick egyetlen konkurense nélkül szabadon folytathatja üzelmeit.
A kihallgatás során Angelót szembesítik az egyik áldozat körmei alatt talált DNS-mintával, aki a halála előtt még megkarmolta őt. Erre Angelo összeomlik, vallomást tesz, és Cerrino hosszú időre börtönbe vonul.
Lou és Laurie kapcsolata sínre kerül.
|  | Itt a vége a cselekmény részletezésének! |

## Magyarul
- Vakság; ford. Sinka Erika; I. P. C. Könyvek, Bp., 1993 (I. P. C. könyvek)

## Idézetek
Laurie sóhajtva visszaült az íróasztalához, és Loura nézett. – Nem is tudom, képes leszek-e feláldozni a becsületemet és az önállóságomat a politika oltárán.

- Szerintem dr. Washington nem is ezt kérte magától – jelentette ki Lou.

Laurie érezte, hogy elpirul. – Nem? Már elnézést, de én úgy vettem ki a szavaiból.

- Távol álljon tőlem, hogy beleszóljak a munkájába – kérdezte Lou –, de szerintem dr. Washington csupán azt szeretné, ha ön mindenekelőtt valamilyen természetes halálokot hangsúlyozna, ha talál ilyet egyáltalán, a többit meg rábízná az érdekeltekre. Valamely oknál fogva ez ebben az esetben fontosnak látszik. Nem más ez, mint a valóság meg a látszat szembeállítása.

- Hát maga aztán meglehetősen nagyvonalúan bánik a részletekkel – jegyezte meg Laurie.